# Rádio O Povo CBN
A Rádio O Povo CBN é uma estação de rádio brasileira sediada em Fortaleza, capital do estado do Ceará, que opera na frequência de 95,5 MHz. Pertencente ao Grupo de Comunicação O Povo, foi inaugurada em 1982 como AM do Povo, operando nos 1 010 kHz em amplitude modulada, após o êxito da FM do Povo. Historicamente sua programação é voltada ao jornalismo de prestação de serviços, sendo consolidada como uma all news em 2005, quando afiliou-se à Central Brasileira de Notícias (CBN). Em 2012 uma troca de frequências do Grupo O Povo levou a estação a ser transmitida em FM, em substituição à Mix FM Fortaleza, enquanto na AM foi trocada pela Rádio Globo O Povo, tendo retornado um ano depois. Em 2024, como parte de um processo de migração, a operação de sua frequência em AM foi encerrada.

## História
Com o êxito obtido pela FM do Povo, lançada em 1980 operando na frequência modulada de 95,5 MHz, Demócrito Dummar, um dos diretores do jornal O Povo, teve a iniciativa de criar uma estação em amplitude modulada. Jaime Azulai, que havia projetado a FM com a experiência adquirida na Rádio Globo do Rio de Janeiro, ficou encarregado de montar a programação da AM com prestação de serviços de utilidade pública, entretenimento, esporte e música. Após quinze dias de treinamentos da equipe e ajustes dos equipamentos, a AM do Povo foi inaugurada às 5h de 25 de março de 1982 operando pelos 1 010 kHz. A primeira locução foi de Paulo Roberto, que disse: "Uma nova voz está ecoando, hoje, transmitida pelas ondas eletromagnéticas que se propagam no espaço celeste cearense". Depois, foi transmitido o primeiro programa, O Secretário da Cidade.
A estação foi lançada com um transmissor de 50 kW localizado no bairro Messejana, mas devido a um incêndio passou a operar com um reserva de 10 kW. Após seis meses no ar, a AM do Povo consolidou a liderança na audiência entre as emissoras em AM de Fortaleza, posto ocupado até então pela Rádio Verdes Mares. Com o slogan "A companheira" e vinhetas musicadas por Dominguinhos, Lulu Santos e Lincoln Olivetti, a AM do Povo veiculava notícias obtidas por sua unidade móvel nas ruas e de agências nacionais e internacionais. Em maio de 1986 foi a primeira estação das regiões Nordeste e Norte do Brasil a transmitir com som estéreo, de alta definição.
Por lá passaram grandes nomes da história do rádio: Paulo Oliveira, Genílton Faheina, Cláudio Pinheiro, Carlos Augusto, Carlos D'Alge, Adísia Sá, Nonato Albuquerque, Ronaldo César, Renan França, Léo Felipe, dentre tantos outros.
A AM do Povo possuía programação integralmente local até sua afiliação à Rádio Bandeirantes, em 1993, e à Jovem Pan, na década de 2000. Em 6 de maio de 2005 afiliou-se à Central Brasileira de Notícias, alterando seu nome para AM do Povo CBN e reduzindo a quantidade de produções locais. Na época o então diretor geral João Dummar Neto afirmou que a parceria foi fechada pela abrangência nacional da programação jornalística da CBN em contraponto à da Jovem Pan, voltada principalmente para São Paulo. Em 2007 a estação teve seu nome alterado para Rádio O Povo CBN.

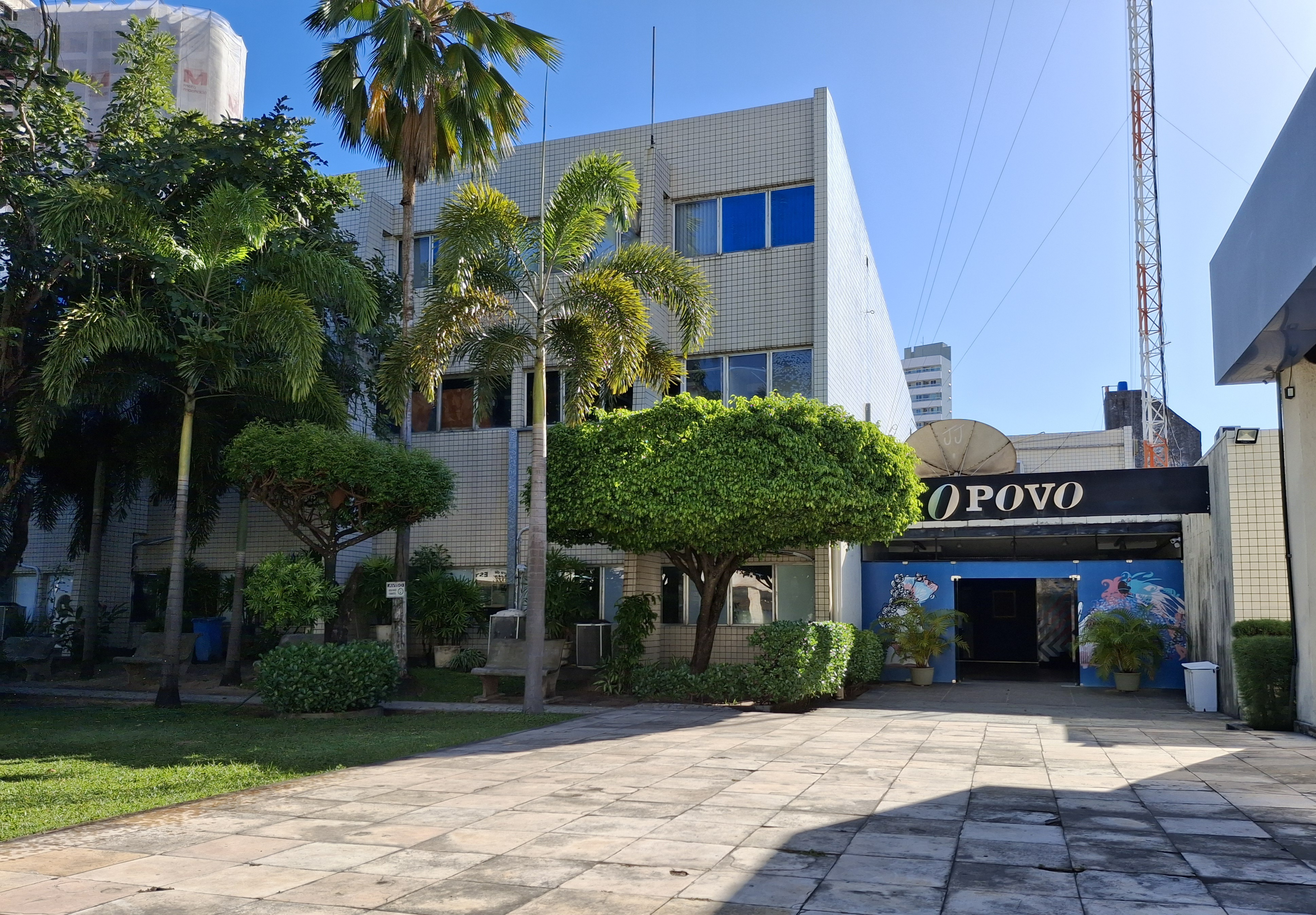
Fachada da sede do Grupo de Comunicação O Povo, onde a Rádio O Povo CBN está sediada desde 2013

Em 27 de outubro de 2012 o Grupo de Comunicação O Povo realizou uma troca de frequências: a Rádio O Povo CBN passou para os 95,5 MHz em substituição à Mix FM Fortaleza, enquanto os 1 010 kHz, num primeiro momento, também transmitiu a programação da estação jornalística até serem ocupados pela Rádio Globo O Povo, em 3 de dezembro. Em agosto de 2013 os estúdios e o escritório da estação, localizados na Praia de Iracema, foram transferidos para a sede do grupo, no bairro José Bonifácio. Em 30 de novembro retornou aos 1 010 kHz simultaneamente com os 95,5 MHz.
Em 2018, a redação de jornalismo da Rádio O Povo CBN integrou-se à do jornal O Povo. Em 20 de novembro do mesmo ano foi lançada a Rádio O Povo CBN Cariri, filial da estação instalada em Juazeiro do Norte e com estúdios também no Crato.
Em 6 de dezembro de 2022 a Rádio O Povo CBN obteve da ANATEL a outorga da frequência de 97,1 MHz, resultado do processo de migração iniciado em maio de 2014, quando, bem como outras estações pelo Brasil, solicitou um canal no dial. Em maio de 2024 o Grupo O Povo fechou uma parceria com a Rede Clube FM para lançar uma afiliada sua em Fortaleza nos 97,1 MHz. Em novembro, enquanto a operação experimental da Clube FM Fortaleza na frequência foi iniciada, os 1 010 kHz da Rádio O Povo CBN passaram por instabilidades técnicas até serem desligados definitivamente após 42 anos. A Clube FM foi inaugurada em 4 de dezembro.

## Programas
Nos horários que a CBN destina para a programação local, a Rádio O Povo CBN transmite de segunda a sexta-feira os programas O Povo no Rádio, Esportes do Povo, O Povo da Tarde e Debates do Povo — o mais antigo da grade, criado após a inauguração da estação. Aos sábados, além de O Povo no Rádio, são levados ao ar Ciência & Saúde, Jornal de Amanhã e As Frias do Sérgio. A emissora também mantém uma equipe esportiva que cobre partidas de futebol dos clubes cearenses; a transmissão regular de jogos começou em 1994, quando foi lançada a equipe Timão do Povo, que por muitos anos utilizou este nome.